# D’Artagnan Woods
D’Artagnan Woods ist ein US-amerikanischer Schauspieler und Filmproduzent. Er arbeitet darüber hinaus als Boxtrainer.

## Leben
2017 stellte er in zwei Episoden der Fernsehserie Cycles die Rolle des Michael Porter dar. 2019 folgte im Kurzfilm Fever Dream eine der Hauptrollen als Tony. 2019 spielte er im Musikvideo zum Lied You’ll Never Find Me der Band Korn mit. Im Folgejahr übernahm er die Rolle des Roland im Katastrophenfilm Asteroid-a-Geddon – Der Untergang naht, in dem er zu einer kleinen Gruppe gehörte, die das Ende der Welt verhindern wollen. 2021 gehörte er zum Produktionsteam des 2021 erschienenen Kurzfilms Bengal, der am 27. September 2021 erschien. Hierbei kamen ihn seine Kenntnisse über den Boxsport zugute, die er seit Juli 2021 als Boxtrainer bei BoxUnion sammelte.

## Filmografie (Auswahl)

### Schauspiel
- 2017: Cycles (Fernsehserie, 2 Episoden)
- 2019: Fever Dream (Kurzfilm)
- 2020: Asteroid-a-Geddon – Der Untergang naht (Asteroid-a-Geddon)

### Produktion
- 2021: Bengal (Kurzfilm)